# Sininkéré (langue)
Ne doit pas être confondu avec Sinikiéré.
Pour le groupe ethnique, voir diakhankés.
Le sininkéré ou silinkéré est un dialecte de la langue soninké parlé au Burkina Faso, dans la province de Sanmatenga.